# Бардача
Бардача (серб. Бардача) — населённый пункт в общине Србац, который принадлежит энтитету Республике Сербской, Босния и Герцеговина. По результатам югославской переписи населения 1991 года в Бардаче проживало 269 человек.

## География
У Бардачи расположен комплекс из одиннадцати маленьких озёр — Бардачское озеро. Он расположен междe реками Сава и Врбас.

## История
На месте Бардачи издревле был лес. Бардача была основана в 1901 году.

## Население
99 % населения Бардачи — православные.
| 1948 | 1953 | 1961 | 1971 | 1981 | 1991 |
| ---- | ---- | ---- | ---- | ---- | ---- |
| 265  | 298  | 234  | 263  | 262  | 269  |